# Reichertshofen
Pour les articles homonymes, voir Wallhausen.
Reichertshofen est une municipalité allemande située dans l'arrondissement de Pfaffenhofen an der Ilm du district de Haute-Bavière.